# Fondazione Bisazza
La Fondazione Bisazza è un'istituzione culturale italiana fondata nel 2012 dalla famiglia Bisazza, nota per la storica azienda produttrice di mosaici in vetro. La fondazione ha sede a Montecchio Maggiore, in provincia di Vicenza, ed è dedicata al design, all'architettura e alla fotografia con un particolare focus sull'uso del mosaico.
La fondazione ospita opere in tesserine di vetro di designer e architetti contemporanei e collabora con istituzioni internazionali proponendo mostre legate al design, all'architetture e alla fotografia.
Le collezioni ospitate nei circa 7000 metri quadri della fondazione sono composte da grandi installazioni in mosaico vetroso e da fotografie di architettura firmate dai grandi maestri del passato e del presente.

## Installazioni e autori
Le grandi installazioni, per la maggior parte in mosaico, sono state realizzate da designer e architetti spesso in occasioni di eventi fieristici e successivamente esposti negli spazi della fondazione. Gli autori e le opere esposte sono:
- Alessandro Mendini con la versione monumentale a mosaico della Poltrona Proust;
- Arik Levy con Rock Chamber;
- Patricia Urquiola con il paravento a pannelli mobili By Side;
- Marcel Wanders con Bisazza Motel, Pebbles e la fuoriserie Ante - Lope;
- Ettore Sottsass con Ritrovati frammenti di mosaico;
- Nobuyoshi Araki con Love Dream - Love Nothìng;
- Studio Job con Silverware;
- John Pawson con One to One;
- Sandro Chia con Bagnati Intelligenti e Divano a mare;
- Richard Meier con Internal Time;
- Jaime Hayon con Pixel Ballet e Clown Sofa e Bird Sofa;
- Mimmo Paladino con Buon Viaggio e Buona Fortuna;
- Fabio Novembre con Love Over All e Godot;
- Emilio Pucci con il murale di 24 metri Amelie
- Aldo Cibic con le sedute Antalya / Izmir;

Nelle sale è esposto il progetto Mini wears Bisazza : due Mini BMW completamente ricoperte di mosaico in vetro (circa 35.000 tesserine per ogni auto):  una è appesa a muro e una è parcheggiata in una sala espositiva.

## Fotografia di architettura
La collezione di fotografia di architettura conserva opere di Berenice Abbott, Bernd e Hilla Becher, Eugene Aget, Gabriele Basilico, Roland Fischer, Candida Höfer, Axel Hütte, Robert Polidori, Julius Shulman e Hiroshi Sugimoto, .

## Mostre
L'attività della Fondazione è stata inaugurata nel giugno 2012 con una mostra proveniente dal Design Museum di Londra, intitolata John Pawson – Plain Space. Architettura e Design, dedicata al lavoro dell'architetto britannico John Pawson. In occasione della mostra, Pawson ha progettato un'installazione site-specific, dal titolo 1:1 (One to One), che è attualmente parte della collezione permanente della fondazione.
Nel novembre 2012, la Fondazione Bisazza ha organizzato e prodotto la prima mostra-installazione di design sviluppata in collaborazione con il designer Arik Levy, dal titolo Experimental Growth. Anche Levy ha progettato un'installazione site-specific per la fondazione, chiamata Rock Chamber, interamente rivestita in mosaico nero.
Nel maggio 2013, la Fondazione ha allestito la prima retrospettiva in Europa dell'architetto americano Richard Meier, in occasione del cinquantesimo anniversario della sua attività. Anche Meier ha progettato un'opera site-specific, intitolata Internal Time, che è ora parte della collezione permanente.
Nel maggio 2014, la Fondazione ha reso omaggio alla fotografa tedesca Candida Höfer con la mostra Candida Höfer. Immagini di Architettura, una selezione di fotografie in grande formato che esplorano sia architetture classiche che contemporanee. Due scatti che rappresentano l'Archivio delle Indie di Siviglia e il Palazzo della Borsa di fanno ora parte della Collezioni di Fotografia di Architettura della Fondazione.
Dal 21 settembre al 3 dicembre 2017, la Fondazione Bisazza ha ospitato la mostra ARAKI, curata da Filippo Maggia, dedicata al celebre fotografo giapponese Nobuyoshi Araki. La mostra ha incluso tredici scatti realizzati da Araki per Bisazza nel 2009, insieme a settanta fotografie che raccontano l'universo del fotografo, spaziando dai nudi femminili alle composizioni floreali, dai paesaggi urbani ai cieli di Tokyo.
Nel 2021, l'istituzione culturale ha presentato la mostra fotografica Norman Parkinson & Fashion Photography 1948–1968, curata da Cristina Carrillo de Albornoz e organizzata in collaborazione con Iconic Images. La retrospettiva ha ripercorso vent'anni di fotografia di moda attraverso l'opera di Norman Parkinson e altri fotografi internazionali, tra cui Milton Greene, Terence Donovan, Terry O'Neill e Jerry Schatzberg.
 Dal 18 ottobre al 1º dicembre 2024, la fondazione vicentina ospita la mostra temporanea Chronostasis del fotografo tedesco Axel Hütte, curata da Filippo Maggia e patrocinata dal Goethe Institute. diciassette fotografie in mostra, esposte per la prima volta in Italia, ritraggono alcuni dei più importanti siti archeologici dell’Asia Minore — tra cui Afrodisia, Sagalassos, Efeso e Ierapoli. Le opere, che uniscono documentazione storica e visione artistica, sono stampate in grandi dimensioni e suddivise in due categorie in base alla tipologia di stampa: ditone print e glass print.